# Ray Wetzel
Ray Wetzel (22 de septiembre de 1924 - 17 de agosto de 1951) fue un trompetista de jazz estadounidense. El crítico Scott Yanow lo describió como "muy admirado por sus compañeros trompetistas". 

## Carrera

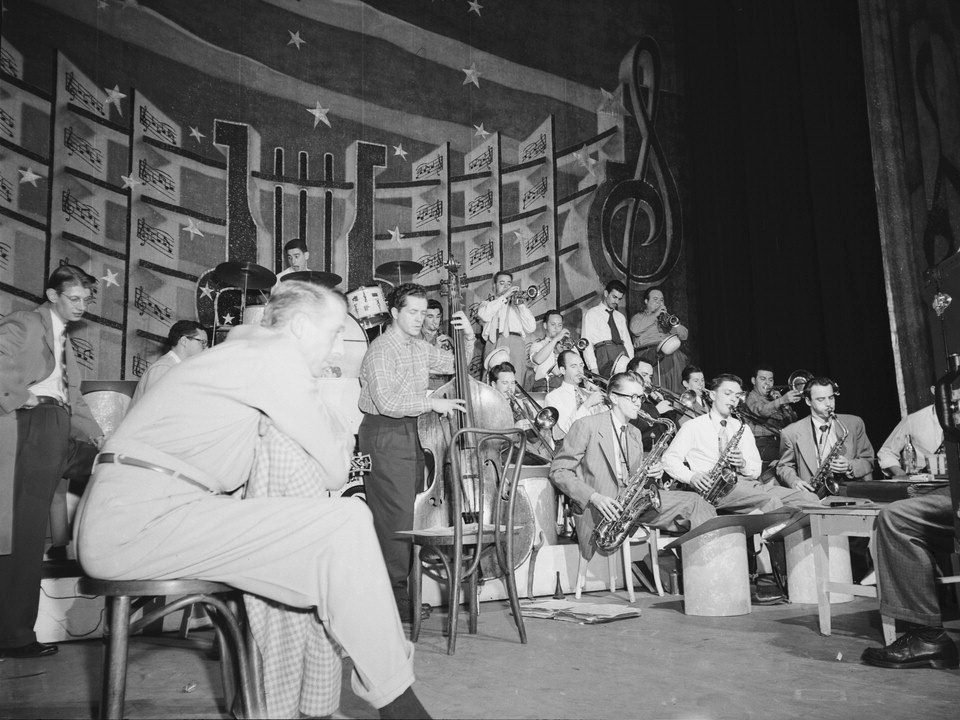
Stan Kenton, Eddie Safranski, Shelly Manne, Chico Alvarez, Buddy Childers, Ray Wetzel, Harry Betts, Bob Cooper y Art Pepper, 1947 o 1948

Tocó la trompeta principal para Woody Herman de 1943 a 1945 y para Stan Kenton de 1945 a 1948. Grabó en 1947 con Metronome All-Stars, Vido Musso y Neal Hefti, y se casó con la bajista Bonnie Addleman en 1949. Mientras estaba con la Orquesta Charlie Barnet en 1949, tocó la trompeta junto a Maynard Ferguson, Doc Severinsen y Rolf Ericson. Tocó con su esposa en el conjunto de Tommy Dorsey en 1950 y con Kenton nuevamente en 1951.
Mientras estaba de gira con Dorsey en 1951, murió en un accidente automovilístico a la edad de 27 años  Nunca grabó como líder. Se le atribuye la composición de la melodía de Stan Kenton 'Intermission Riff'.

## Discografía
Con Stan Kenton
- Artistry in Rhythm (Capitol, 1946)
- Encores (Capitol, 1947)
- A Presentation of Progressive Jazz (Capitol, 1947)
- Stan Kenton's Milestones (Capitol, 1950)
- Stan Kenton Classics (Capitol, 1952)
- Popular Favorites by Stan Kenton (Capitol, 1953)
- The Kenton Era (Capitol, 1955)